# Alloplius
Alloplius es un género de coleópteros de la familia Anthribidae.

## Especies
Contiene las siguientes especies:
- Alloplius calix Jordan, 1928
- Alloplius fasciculosus Frieser & R. 1993